# Гимранов, Ринат Фазылжанович
Ринат Фазылжанович Гимранов (род. 8 мая 1963) — российский учёный, профессор, доктор медицинских наук. Создатель и заведующий кафедрой неврологии и клинической нейрофизиологии РУДН (2002—2013) и РАМСР (с 2013 года).

## Биография
Родился 8 мая 1963 года в Нижегородской области. В 1988 году окончил Казанский государственный медицинский университет по специальности «Лечебное дело», после чего остался в университете для прохождения интернатуры по нейрохирургии.
В 1993—1996 годах проходил аспирантуру по нейрофизиологии в Институте мозга РАН в Москве.
В 1997 году защитил кандидатскую диссертацию на тему «Функциональные перестройки в зрительном анализаторе при воздействии ритмической фотостимуляцией и импульсным магнитным полем в норме и при дефиците зрительной афферентации».
В 2005 году защитил докторскую диссертацию на тему «Межполушарная асимметрия в патогенезе заболеваний центральной нервной системы и её коррекция транскраниальной магнитной стимуляцией».
Женат, сын — Гимранов Руслан Ринатович, дочь — Гимранова Альмира Ринатовна (врач-невролог).

## Карьера
В 1988—1990 годах работал нейрохирургом в клиниках Казани и Владимира. В 1991—1993 годах работал неврологом в клинике Орехово-Зуево.
В 1996—2002 годах был научным сотрудником, неврологом и нейрофизиологом в НИИ нейрохирургии имени Н. Н. Бурденко. В 1998—2000 годах также преподавал в Военном университете на кафедре психологии.
В 2002—2013 годах был заведующим кафедрой неврологии и клинической нейрофизиологии Российского университета дружбы народов, заведующим отделением 7-го Центрального военного клинического авиационного госпиталя (7ЦВКАГ).
В 2013 году стал проректором Российской академия медико-социальной реабилитации и заведующим кафедрой неврологии и клинической нейрофизиологии.
Также с 2013 года является главным врачом клиники восстановительной неврологии в Москве.
Под его руководством более 10 человек защитили диссертации в гражданской и военной сфере.
Научные интересы и специализации — детская неврология, диагностика невропатии различного генеза, комплексная терапия острых неврологических заболеваний, лечение невропатии различного генеза, психотерапия при невротических расстройствах у взрослых, рефлексотерапия в лечении неврозов.
Р. Ф. Гимранов является членом нескольких Учёных и Диссертационных советов, отечественных и зарубежных научных комитетов и сообществ.
Работает в Клинике восстановительной неврологии.